# Konjić
Konjić ili jahač je dio tokarilice (tokarskog stroja) u koji se umeće šiljak za pridržavanje vitkih obradaka (na primjer osovine) ili alat za bušenje, upuštanje ili razvrtanje.

## Alati za stezanje i pozicioniranje na tokarilici
Alati za stezanje i pozicioniranje na tokarilici osiguravaju pravilan položaj obratka u odnosu prema alatnom stroju i reznom alatu za vrijeme obrade. Ti alati jesu:
- stezna glava,
- planska ploča,
- tokarsko srce,
- lineta,
- jahač (konjić) s pinolom i steznim šiljkom,
- čvrsti i podesivi oslonci.[2]